# 皮昂莱吉讷
皮昂莱吉讷（法語：Pihen-lès-Guînes）是法国北部-加来海峡大区加来海峡省的一个市镇，属于加来区吉讷县。该市镇2009年时的人口为499人。

## 人口
皮昂莱吉讷人口变化图示
| 数据来源：INSEE |